# 丙酸异戊酯
丙酸异戊酯（英语：Isoamyl propionate）是一种有机化合物，分子式为C8H16O2。

## 性质
是具有菠萝和梨酸甜香味的无色透明液体。折射率1.4069（20°C），微溶于水，易溶于乙醇、乙醚。刺激皮肤。吸入高浓度蒸气有麻醉性。

## 制备
由丙酸与异戊醇在硫酸催化下酯化，再经中和、水洗、精馏而得。

## 用途
- 用于有机合成。
- 用作树脂、硝酸纤维素的溶剂。
- 用作萃取剂。
- 用于配制香精。